# حمله‌های مغول به هند

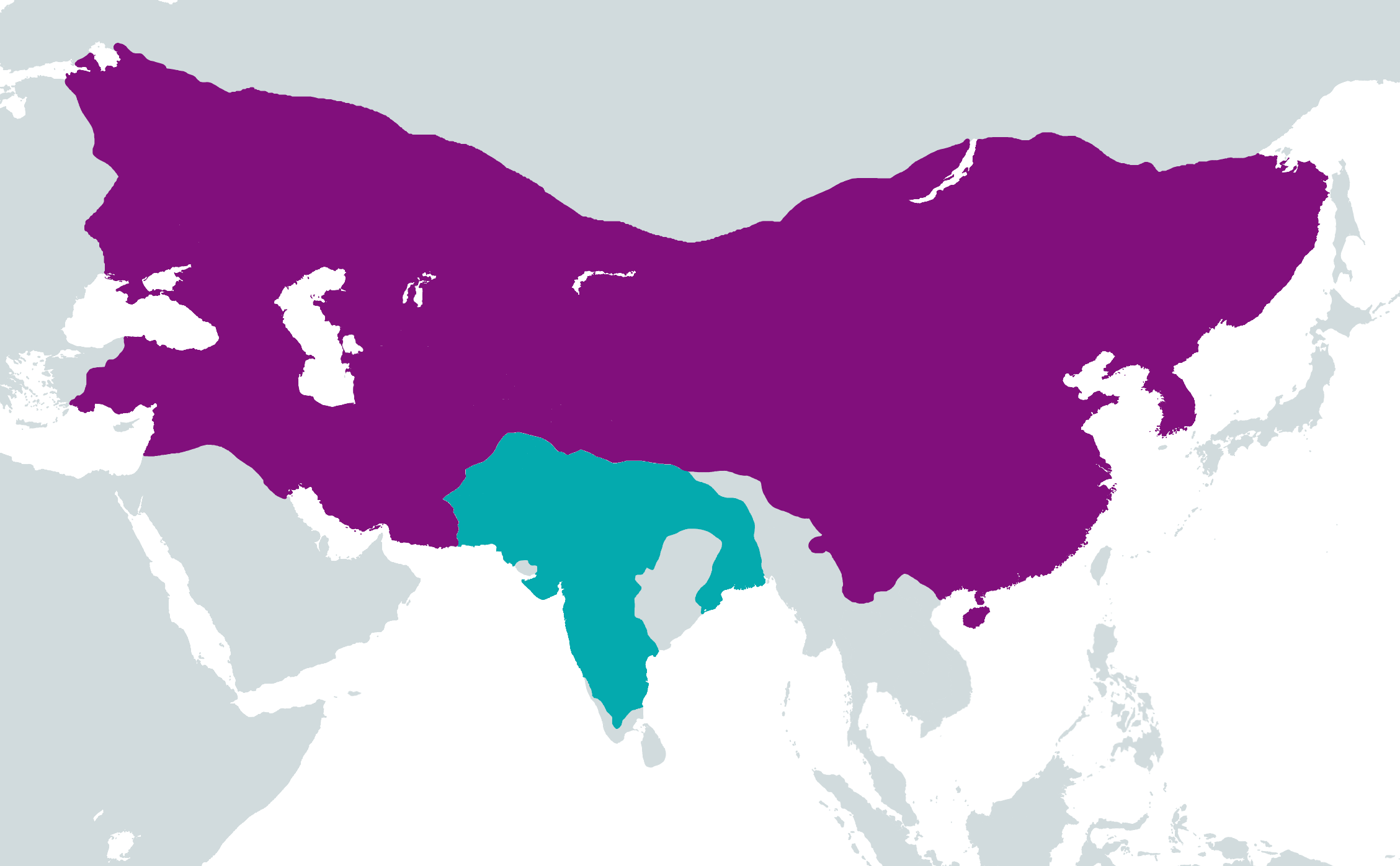
The
Mongol Empire and the
Delhi Sultanate around 1311.

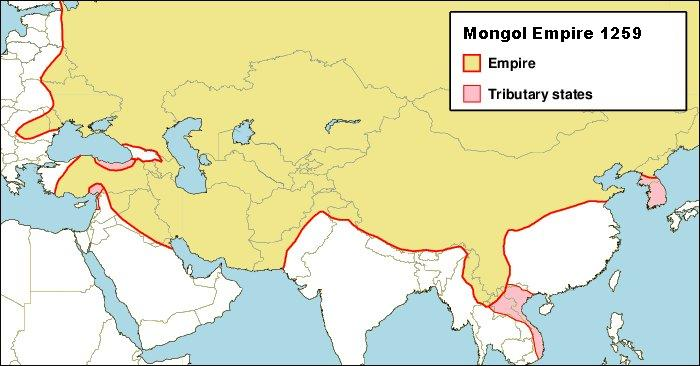
امپراتوری مغول ها در دوران اوج

حمله‌های مغول به هند (انگلیسی: Mongol invasions of India)، امپراتوری مغول از سال ۱۲۲۱ تا ۱۳۲۷ چندین حمله به شبه قاره هند را آغاز کرد ، و بسیاری از حملات بعدی توسط قاراوناها با منشأ مغول انجام شد. مغول ها ده‌ها بخش از شبه‌قاره را اشغال کردند. با پیشرفت مغول‌ها به مناطق داخلی هند و رسیدن به حومهٔ دهلی، سلطان‌نشین دهلی لشکرکشی علیه آنها را رهبری کرد که در آن ارتش مغول شکست‌های جدی خورد.
حملات مغول، قتل‌عام‌ها و قساوت‌های بسیاری را به شبه‌قاره هند وارد کرد، اما حکومت آن بیشتر به پاکستان غربی محدود بود. بعضی اوقات، مغول‌ها حكومت خود را در مناطق هم‌مرز با هند شمالی گسترش دادند اما هيچ گاه فراتر از دهلی نبودند. مغولان نیز از سال ۱۲۳۵ تا ۱۳۰۵ بر کشمیر حکومت کردند. مغولان با سپاهی ۳۰ هزار نفری به لاهور پاکستان حمله کردند. آنها بیشتر ساکنان آن را قتل عام کردند و از سال ۱۲۴۱ تا سال ۱۲۶۶ که سلطان بالبان منطقه را دوباره تسخیر کرد، بر سرزمین حاکم بودند. لاهور در سال ۱۲۸۷ دوباره به حکومت مغول بازگشت. از سال ۱۲۹۶ تا ۱۳۰۵، مغولان پنجاب را تسخیر کردند و پنجاب را اشغال کردند و مجدداً علیه اهالی منطقه دست به جنایاتی زدند. مغولان بعداً به استان سند حمله کردند و به سمت دهلی حرکت کردند و در آنجا ساکنان را غارت و قتل عام کردند. مغولان مدت کوتاهی شهر را اشغال کردند، اما به سرعت توسط مالک کافور، یکی از سرداران سلطان شکست خوردند. حملات متعددی از مغول، عمدتاً در شمال هند انجام شد، اما سرانجام مغولان در پی چندین شکست از دهلی، مجبور به عقب‌نشینی شدند.

## زمینه
چنگیز خان پس از تعقیب جلال‌الدین از هند از سمرقند و شکست دادن وی در جنگ سند، 12 تومنی (20000 سرباز) را به فرماندهان دوربی سهمگین و بالا برای ادامه تعقیب فرستاد. فرمانده مغول جلال الدین را در سراسر منطقه لاهور تعقیب کرد و به استان دورافتاده مولطان حمله کرد و حتی حومه لاهور را نیز غارت کرد. جلال الدین مجدداً جمع شد ، و سپاهی كوچك از بازماندگان نبرد تشكیل داد و با حاكمان ترک‌زبان سلطنت دهلی به دنبال اتحاد یا حتی پناهندگی بود ، اما رد شد.
جلال الدین در پنجاب علیه حاکمان محلی جنگید. وی پس از شکست توسط بسیاری از آنها در فضای باز ، به دنبال پناه بردن به مولتان به حومه پنجاب عقب نشینی کرد.
جلال الدین در حالی که علیه فرماندار محلی سند می جنگید ، خبر قیامی در استان کرمان در جنوب ایران را شنید و بلافاصله عازم آن مکان شد و از جاده بلوچستان جنوبی عبور کرد. به جلال الدین نیز نیروهایی از غور و پیشاور از جمله اعضای قبایل خلجی ، ترکمان و غوری پیوستند. وی با یاران جدید خود به غزنی لشکر کشید و یک لشکر مغول را زیر نظر تورتای که وظیفه شکار وی را بر عهده داشت ، شکست داد. متحدان پیروز بر سر تقسیم غنیمت دستگیر شده نزاع کردند. متعاقباً قبایل خلجی ، ترکمان و غوری جلال الدین را ترک کرده و به پیشاور بازگشتند. در این زمان اوگدئی خان ، پسر سوم چنگیز خان ، به خان بزرگ امپراتوری مغول تبدیل شد. یک ژنرال مغول به نام چورماقان که خان فرستاده بود جلال الدین را مورد حمله قرار داده و شکست داد و بدین ترتیب سلسله خوارزم - شاه پایان یافت. 

## فتح کشمیر توسط مغول
مدتی بعد از سال 1235 نیروی مغولی دیگری به کشمیر حمله کرد و برای مدت چندین سال داروگاچی (فرماندار اداری) را در آنجا مستقر کرد و کشمیر به وابستگی مغولستان تبدیل شد. تقریباً در همان زمان ، یک استاد بودایی کشمیری ، Otochi ، و برادرش Namo وارد دربار ofgedei شدند. یک ژنرال مغولی دیگر به نام پاکچاک به پیشاور حمله کرد و ارتش قبایلی را که جلال الدین را ترک کرده بودند اما هنوز تهدیدی برای مغول ها بودند شکست داد. این افراد ، عمدتاً خالجی ها ، به ملتان گریختند و در ارتش سلطنت دهلی استخدام شدند. در زمستان 1241 نیروهای مغول به دره سند حمله کردند و لاهور را محاصره کردند. با این حال ، در تاریخ 30 دسامبر سال 1241 ، مغولان تحت فرماندهی مونگجتو قبل از عقب نشینی از سلطنت دهلی ، این شهر را قصاب کردند. در همان زمان خان بزرگ اگدئی درگذشت (1241).
کشمیریها در سالهای 1254–1255 قیام کردند و مونگکه خان که در سال 1251 به خان بزرگ تبدیل شد ، ژنرالهای خود ، سالی و تاکودار را به جای دربار منصوب کرد و استاد بودایی ، اتوچی را به عنوان داروگاچی کشمیر منصوب کرد. با این حال ، پادشاه کشمیری اوتوچی را در سریناگر کشت. سالی به كشمیر حمله كرد و شاه را كشت و شورش را سركوب كرد و پس از آن این كشور سالها در معرض امپراتوری مغول بود.

## نفوذ به سلطنت دهلی
شاهزاده دهلی ، جلال الدین مسعود ، به پایتخت مغول در Karakorum سفر کرد تا از منگکه خان در تصاحب تخت سلطنت از برادر بزرگتر خود کمک بگیرد. هنگامی که مونگکه به عنوان خان بزرگ تاجگذاری کرد ، جلال الدین مسعود در در این مراسم از مونگکه کمک خواست. مöنگکه به سالی دستور داد تا به او کمک کند تا قلمرو اجدادی خود را بازیابد. سالی حملات پی در پی به مولتان و لاهور انجام داد. شم الدین محمد کارت ، مالک مشتری (شاهزاده حاکم) هرات ، مغولان را همراهی می کرد. جلال الدین به عنوان حاکم مشتری لاهور ، کوجا و سودرا نصب شد. در سال 1257 فرماندار سند تمام استان خود را به هولاگو خان ، برادر مونگكه ، پیشنهاد كرد و خواستار محافظت مغول از رئیس ارشد خود در دهلی شد. هولاگو نیرویی نیرومند را زیر نظر سالی بهادر به سند هدایت کرد. در زمستان سال 1257 - آغاز سال 1258 ، سالی نویان با قدرت وارد سند شد و استحکامات ملتان را برچید. نیروهای وی همچنین ممکن است در قلعه جزیره بخکار در سند سرمایه گذاری کنند.
اما هولاگو از تحریم حمله بزرگ به سلطنت دهلی امتناع ورزید و چند سال بعد مکاتبات دیپلماتیک بین دو حاکم میل فزاینده صلح را تأیید کرد.
مشغله جذب غیاث الدین بالبان (سلطنت: 1266–1287) خطر حمله مغول بود. به همین منظور او ارتش خود را به بالاترین سطح کارآیی سازمان داد و نظم داد. به همین دلیل او با ر chiefسای ناراضی یا حسود کنار رفت و مرتباً از واگذاری اختیار به هندوها امتناع ورزید. به همین دلیل او در نزدیكی پایتخت خود ماند و درگیر كارزارهای دور نمی شد.
حملات گسترده مغول به هند متوقف شد و سلاطین دهلی با استفاده از این مهلت ، شهرهای مرزی مانند مولتان ، اوچ و لاهور را بازیابی کردند و Ranas و Rais محلی را كه با مهاجمان خوارزیم یا مغول دست به دست هم داده بودند مجازات كردند

## جنگهای چاگاتای خانات - دهلوی

### تحول سلطنت دهلی
هنگامی که قدرت با خشونت از اشراف ترک به یک اشرافیت جدید هندو-مسلمان تغییر یافت ، توازن قدرت در شمال هند تغییر سریعی داشت. یک خانواده خلجی ، که یک قرن پیش با همراهی غوری به هند مهاجرت کرده بودند ،خود را با مسلمانان هند معرفی می کردند و به دلیل افزایش تعداد مسیحیان ، خلجی ها و گروه های هند و مسلمان آنها قدرت می گرفتند. آنها با یک سری ترور ، سرانجام در سال 1290 تاج و تخت را غصب کرده و متحدان هند و مسلمان خود را مانند ظفر خان (وزیر جنگ) ، نصرت خان (وزیر دهلی) ، عین ال ملک مولتانی ، [17] مالک کارفور ، مالک توغلق ، و مالک نایک (استاد اسب) که از جنگجویان مشهور اما غیر ترک بودند که منجر به ظهور یک کشور هندو مسلمان شد. تغییرات در این دوره امکان فتح سریع دهلوی به سایر مناطق هند را فراهم کرد.در همین زمان حملات مغول به هند نیز تجدید شد (1300)
ظهور Chagatais
پس از شروع جنگ داخلی در امپراتوری مغول در دهه 1260 ، خاندان چاگاتای کنترل آسیای میانه را بر عهده گرفت و رهبر آن از دهه 1280 دووا خان بود که دومین فرماندهی کایدو خان بود. Duwa در افغانستان فعال بود ، و تلاش کرد تا حکومت مغول را به هند گسترش دهد. منابع قرون وسطایی ادعای حمله صدها هزار مغول را دارند ، تعداد تقریبی (و احتمالاً بر اساس) اندازه کل ارتش سواره نظام قلمروهای مغول در آسیای میانه یا خاورمیانه: حدود 150،000 مرد. شماری از فرماندهان مغول که در منابع به عنوان شرکت کنندگان در حملات مختلف نام برده شده اند ، می تواند نشانه بهتری از اعداد مربوطه باشد ، زیرا این فرماندهان احتمالاً منجر به تومن ها می شوند ، واحدهایی که اسمی آنها 10 هزار نفر است. [22] این تهاجمات یا توسط فرزندان مختلف چنگیز خان و یا توسط فرماندهان لشکر مغول انجام می شد. اندازه این ارتشها همیشه بین 10000 سواره بود هرچند كه تواریخ نگاران دهلی تعداد آنها را به 100000 تا 200000 سواره مبالغه می كردند.
عبدالله فرماندار مسلمان نگوداری ، که فرزند نوه بزرگ چاگاتای خان بود ، [24] در سال 1292 با نیروی خود به پنجاب حمله کرد ، اما نگهبان پیشروی آنها تحت فرماندهی اولغو شکست خورد و به دست سلطان خلجی جلال الدین اسیر شد. 4000 اسیر مغول گارد پیشرو به اسلام گرویدند و به عنوان "تازه مسلمانان" برای زندگی در دهلی آمدند. حومه ای که در آن زندگی می کردند به طور مناسب Mughalpura نامگذاری شد. [25] [26] توماسهای چاگاتای توسط سلطنت دهلی چندین بار در سالهای 1296–1297 مورد ضرب و شتم قرار گرفتند.

نبرد جاران-منجور
برخلاف حمله های قبلی ، حملات در زمان سلطنت علا Alaالدین جانشین جلال الدین ، فتوحات بزرگ مغول بود. در زمستان 1297 ، Chagatai noyan Kadar لشکری را هدایت کرد که منطقه پنجاب را ویران کرد و تا کاسور پیشروی کرد. [28] ارتش علاudالدین به رهبری اولوخ خان و احتمالاً ظفرخان در تاریخ 6 فوریه 1298 در جنگ جاران منجور مهاجمان را شکست داد که تعداد زیادی از آنها به اسارت درآمدند.

محاصره سهوان
بعداً در سال 1298–99 ، ارتش مغول (احتمالاً فراریان نگودری) به سند حمله کرد و قلعه سیستان را به اشغال خود درآورد. این مغولان از ظفر خان شکست خوردند: تعدادی از آنها دستگیر و به عنوان اسیر به دهلی آورده شدند. در این زمان شاخه اصلی ارتش علاالدین به رهبری اولوق خان و نصرت خان مشغول حمله به گجرات بود. هنگامی که این ارتش در حال بازگشت از گجرات به دهلی بود ، برخی از سربازان مغول آن بر سر پرداخت خمس (یک پنجم سهم غارت) شورش کردند. این شورش خرد شد و خانواده های موتوری در دهلی به شدت مجازات شدند.

نبرد کیلی
در اواخر سال ۱۲۹۹ ، دووا پسرش قطلوغ خواجه را برای فتح دهلی اعزام کرد.علاالدین ارتش خود را به كلی در نزدیكی دهلی هدایت كرد و كوشید تا جنگ را به تأخیر بیندازد ، به این امید كه مغولها در میان كمبود مواد عقب نشینی كنند و از استانهای خود كمك بگیرند. اما ژنرال وی ظفرخان بدون اجازه او به ارتش مغول حمله کرد. مغولان با تظاهر به عقب نشینی ، نیروهای ظفرخان را فریب دادند و آنها را دنبال كردند. ظفرخان و افرادش پس از وارد آوردن تلفات سنگین به مهاجمان کشته شدند. مغولها چند روز بعد عقب نشینی کردند: رهبر آنها قطلوغ خواجه به شدت زخمی شد و در سفر بازگشت درگذشت.

## محاصره دهلی
در زمستان ۱۳۰۲–۱۳۰۳ ، علاالدین لشكری را برای غارت پایتخت كاكاتیا وارانگال اعزام كرد و خود به سمت چیتور لشكر كرد. مغولان که دهلی را بدون محافظت یافتند ، حمله ای دیگر را حدود اوت ۱۳۰۳ آغاز کردند. علاالدین قبل از مهاجمان توانست به دهلی برسد ، اما وقت کافی برای آماده شدن برای دفاع قدرتمند را نداشت. او در اردوگاهی با محافظت شدید در قلعه سیری در حال ساخت پناه گرفت. مغولان دهلی و محله های آن را غارت کردند ، اما در نهایت پس از اینکه نتوانستند سیری را زیر پا بگذارند ، عقب نشینی کردند. این برخورد نزدیک با مغولها علاالدین را بر آن داشت تا قلعه ها و حضور نظامی را در مسیرهای خود به هند تقویت کند. وی همچنین یک سری اصلاحات اقتصادی را برای اطمینان از ورود درآمد کافی برای حفظ ارتش قدرتمند انجام داد.
اندکی پس از آن ، دعوا خان به دنبال خاتمه دادن به درگیری مداوم با یوان خاقان Temür jljeytü بود و در حدود سال ۱۳۰۴ صلح عمومی بین خان های مغول اعلام شد و به درگیری بین سلسله یوان و خان های غربی خاتمه داد بخشی از نیم قرن اندکی بعد ، وی پیشنهاد حمله مشترک به هند را داد ، اما این کارزار عملی نشد.

## منبع
- مشارکت‌کنندگان ویکی‌پدیا. «Mongol invasions of India». در دانشنامهٔ ویکی‌پدیای انگلیسی، بازبینی‌شده در ۲۸ ژوئن ۲۰۱۸.